# 中将姫誓願桜
中将姫誓願桜、または誓願桜（チュウジョウヒメセイガンザクラ、セイガンザクラ、学名：Cerasus jamasakura ‘Floridula’）は、岐阜県岐阜市大洞にある願成寺の境内にあるバラ科サクラ属のサクラで、ヤマザクラが突然変異して生まれた栽培品種のヤエザクラである。カバザクラなどと同じく自然交配で生まれたサクラとしては1本しかない極めて珍しい品種で1929年（昭和4年）に国の天然記念物に指定された。命名は奈良時代の中将姫の伝承に由来する。

## 由来と特徴
樹高は亜高木、樹形は盃状。最大の特徴は20 - 30弁の花弁を持った八重咲きであることで、小輪の淡紅色の花を咲かせる。仮に東京に植樹した場合の花期は4月中旬。
願成寺にある原木のセイガンザクラの樹齢は1,200年以上。中将姫が継母からの迫害を逃れるために各地に落ち延びるうちに病で倒れ、願成寺に安置されている観音菩薩に祈願したところ快復したことから、後世の女性の守護を祈ってセイガンザクラを植えたという伝承があり、今でもこのサクラに祈ると婦人病に霊験があるといわれている。2017年（平成29年）時点での樹高は8.1 m、幹径は150 cm。
2008年（平成20年）11月に、有人宇宙システム株式会社のプロジェクトにより、14のサクラの名木のうちの1つとしてセイガンザクラの原木から採取された265個の種が国際宇宙ステーションに持ち込まれ、きぼう実験棟で8か月半留め置かれた後の2009年（平成21年）7月に地球に帰還した。この265個の種のうちの2つが、セイガンザクラとしては史上初めて種から発芽して実生として育ち、このうち1つが2014年（平成26年）4月に植えてから4年という短期間で花を咲かせ、かつ花弁が5枚の一重咲きだったため、マスコミに宇宙線により発芽と成長が促された特異な現象が起こった可能性があると報じられた（宇宙桜も参照）。
2017年（平成29年）2月に中将姫ゆかりの奈良県の當麻寺中之坊に原木から接ぎ木で枝分けした苗が植樹され、初めて岐阜県以外で植樹されたセイガンザクラとなった。